# Ратече
Ра́тече (словен. Rateče) — деревня в общине Краньска-Гора в Словении. Расположена на линии долины между реками Сава Долинка и Жилица, притоком реки Драва, в 500 метрах от границы с Италией.
Место было впервые упомянуто в 1385 году. Здесь находится церковь Святого Духа, возведенная в XVI веке, в стиле поздней готики. Также в деревне есть церковь св. Томаша, где в XIV веке была обнаружена рукопись — один из самых ранних лингвистических памятников на словенском языке.
В Ратече разговаривают на зильском диалекте словенского языка.
Ратече известно своими творожными пельменями (Rateški krapi), готовящимися по особой рецептуре.

## Климат
| Климатограмма Ратече                                     | Климатограмма Ратече | Климатограмма Ратече | Климатограмма Ратече | Климатограмма Ратече | Климатограмма Ратече | Климатограмма Ратече | Климатограмма Ратече | Климатограмма Ратече | Климатограмма Ратече | Климатограмма Ратече | Климатограмма Ратече |
| -------------------------------------------------------- | -------------------- | -------------------- | -------------------- | -------------------- | -------------------- | -------------------- | -------------------- | -------------------- | -------------------- | -------------------- | -------------------- |
| Я                                                        | Ф                    | М                    | А                    | М                    | И                    | И                    | А                    | С                    | О                    | Н                    | Д                    |
| 69 1,4 −8,0                                              | 65 4,1 −7,0          | 87 7,9 −3,4          | 123 11,6 0,1         | 131 16,9 4,6         | 155 20,3 7,9         | 149 22,8 9,9         | 132 22,5 9,7         | 149 18,3 6,3         | 167 13,0 2,2         | 150 6,1 −2,9         | 96 1,5 −6,6          |
| Температура в °C • Сумма осадков в мм Источник: meteo.si |                      |                      |                      |                      |                      |                      |                      |                      |                      |                      |                      |

## Туризм и спорт
Ратече является отправной точкой для горных поездок в Юлийские Альпы через Тамар и Караванке. В начале долины Планица находятся знаменитые лыжные трамплины, где начинались лыжные полеты. В частности, в 1969 году братьями Горишек здесь был построен один из самых больших трамплинов мира — Летальница.
В непосредственной близости от пограничного перехода находится горнолыжный склон Мацесновц, с трассой длиной почти 1500 м, отвечающей нормам FIS.